# El Mirador, Atlapexco
El Mirador är en ort i Mexiko.   Den ligger i kommunen Atlapexco och delstaten Hidalgo, i den sydöstra delen av landet, 190 km norr om huvudstaden Mexico City. El Mirador ligger 224 meter över havet och antalet invånare är 237.
Terrängen runt El Mirador är kuperad. Runt El Mirador är det ganska tätbefolkat, med 96 invånare per kvadratkilometer. Närmaste större samhälle är Huejutla de Reyes, 11,5 km norr om El Mirador. I omgivningarna runt El Mirador växer i huvudsak städsegrön lövskog.